# I Wanna Be Yours

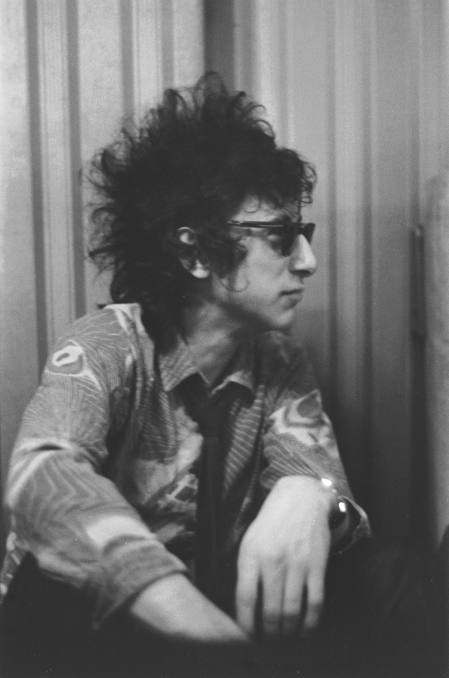
John Cooper Clark en 1979. Autor del poema.

«I Wanna Be Yours» es un poema escrito por John Cooper Clarke y publicado en su álbum Zip Style Method de 1982. El texto fue llevado a un público más amplio a través de una adaptación de la banda inglesa de rock alternativo Arctic Monkeys en su álbum AM de 2013.

## Texto original
El poema relata el amor de una persona por otra, utilizando metáforas en torno a diversos enseres domésticos:

En inglés
Let me be your vacuum cleaner
Breathing in your dust
Let me be your Ford Cortina
I will never rust

En español
Quiero ser tu aspiradora
Respirando tu polvo
Quiero ser tu Ford Cortina
Nunca me oxidaré

El poema se incluyó en una antología inglesa de GCSE. Clarke reutilizó el título del poema para su autobiografía publicada en 2020.
En marzo de 2023, The Guardian señaló que «si antes era el poema de boda favorito de Gran Bretaña, ahora es, sin lugar a dudas, el poema británico favorito del mundo, y punto». 

## Adaptación de Arctic Monkeys
Arctic Monkeys llevó el poema a un público más amplio a través de una adaptación en su álbum de 2013 AM. Aunque los fans de la obra original criticaron esta versión.